# Anthriscus cerefolium
Rau nga sâm hoặc rau xẹc phơi (danh pháp khoa học: Anthriscus cerefolium) là một loài thực vật có hoa trong họ Hoa tán. Loài này được (L.) Hoffm. mô tả khoa học đầu tiên năm 1814.

## Hình ảnh

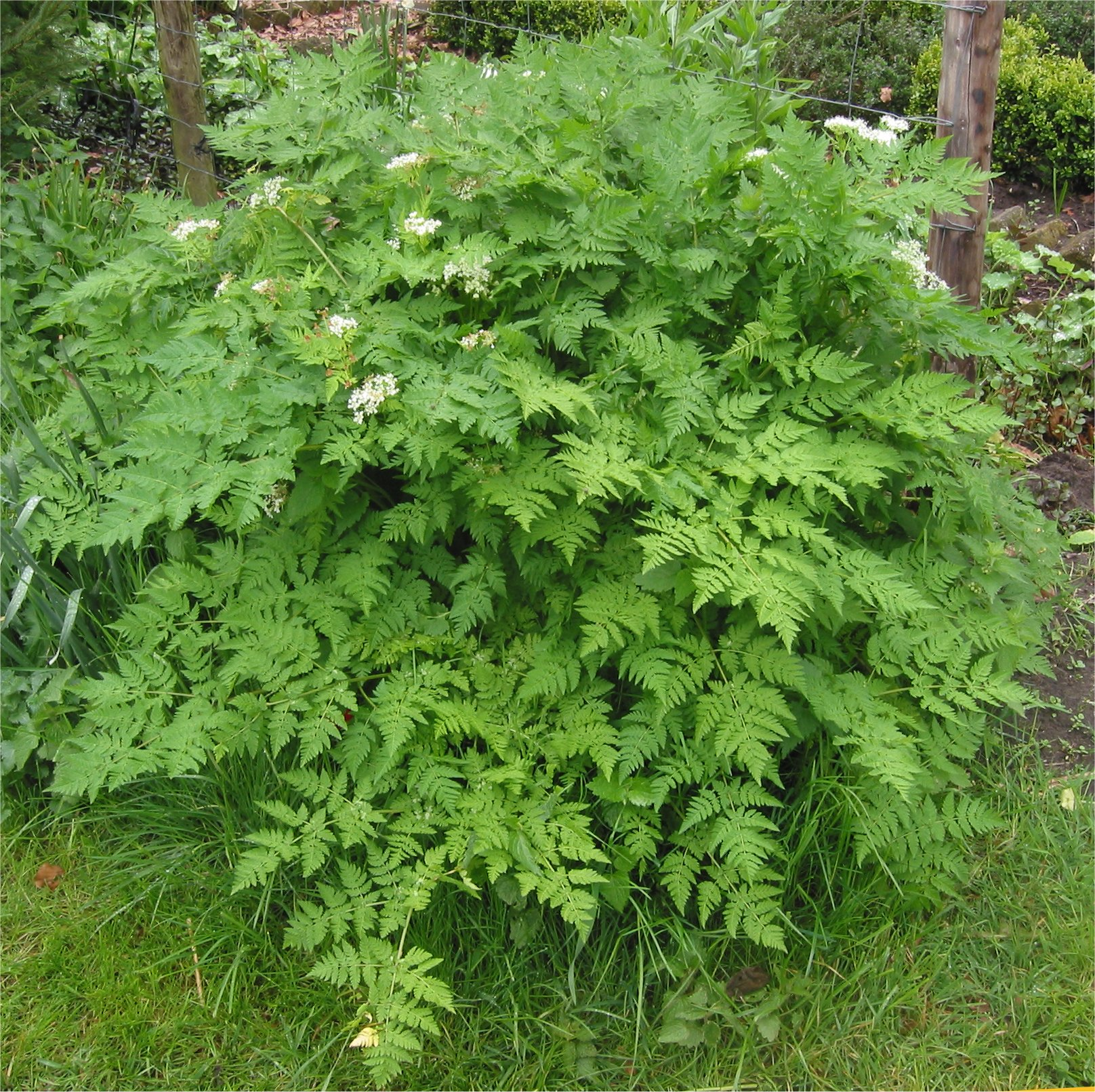
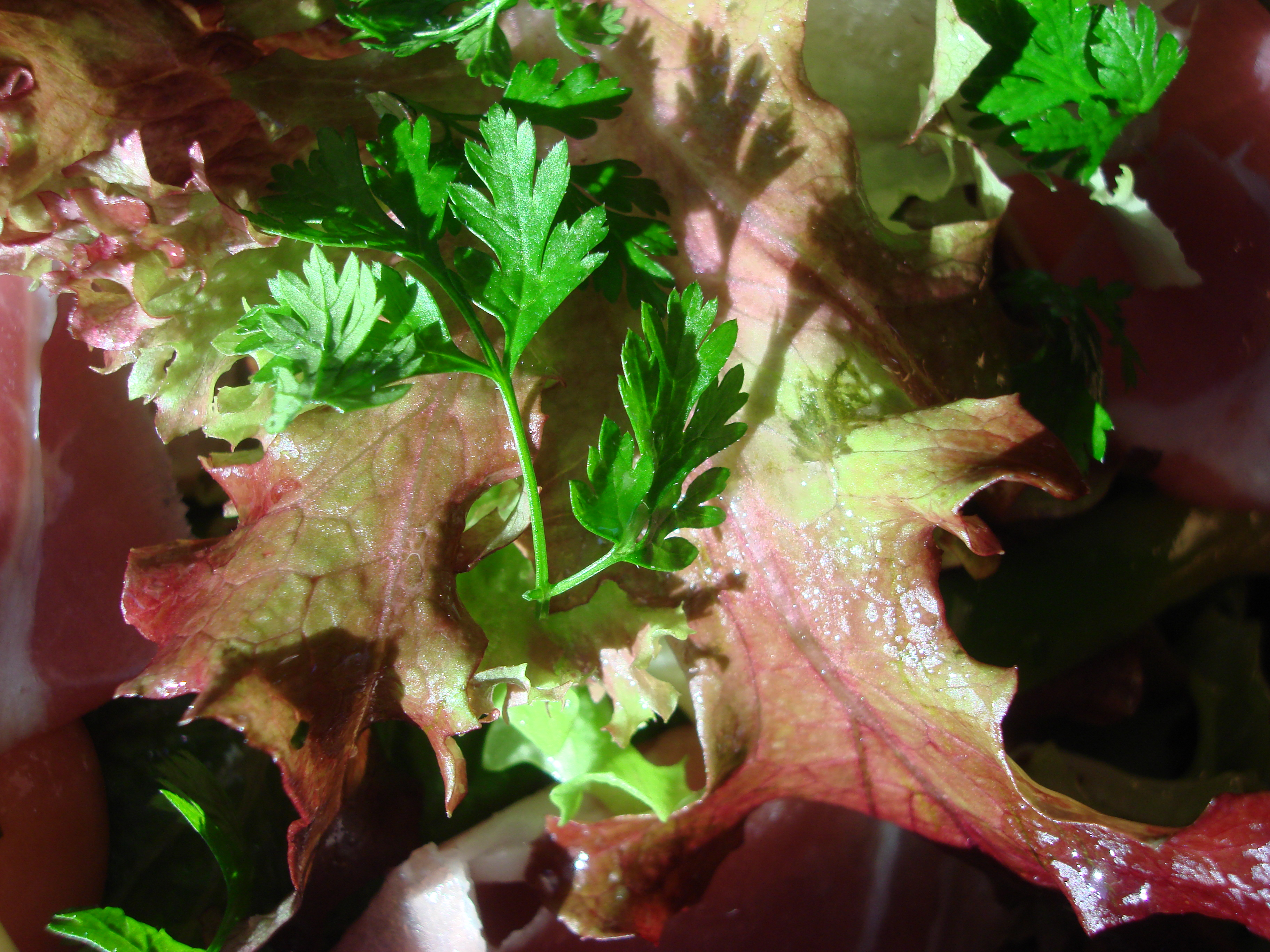
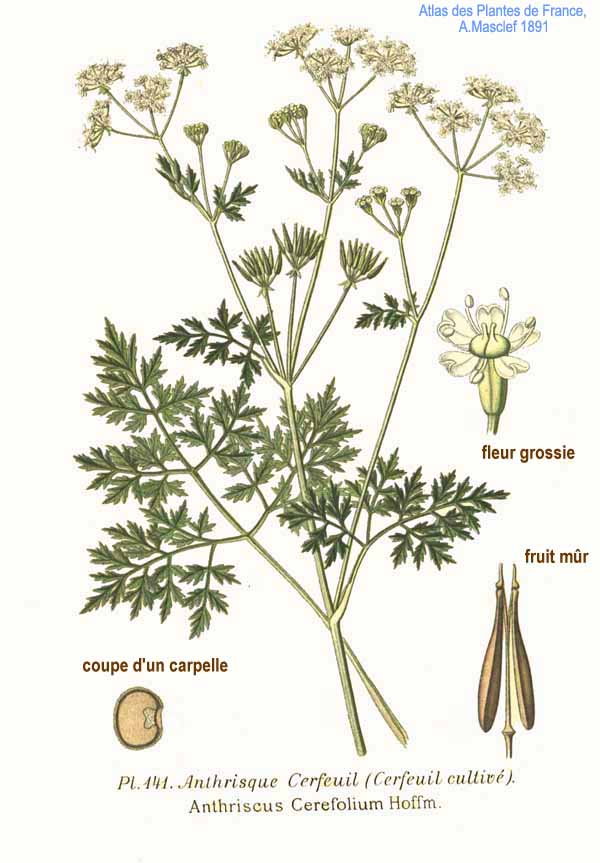
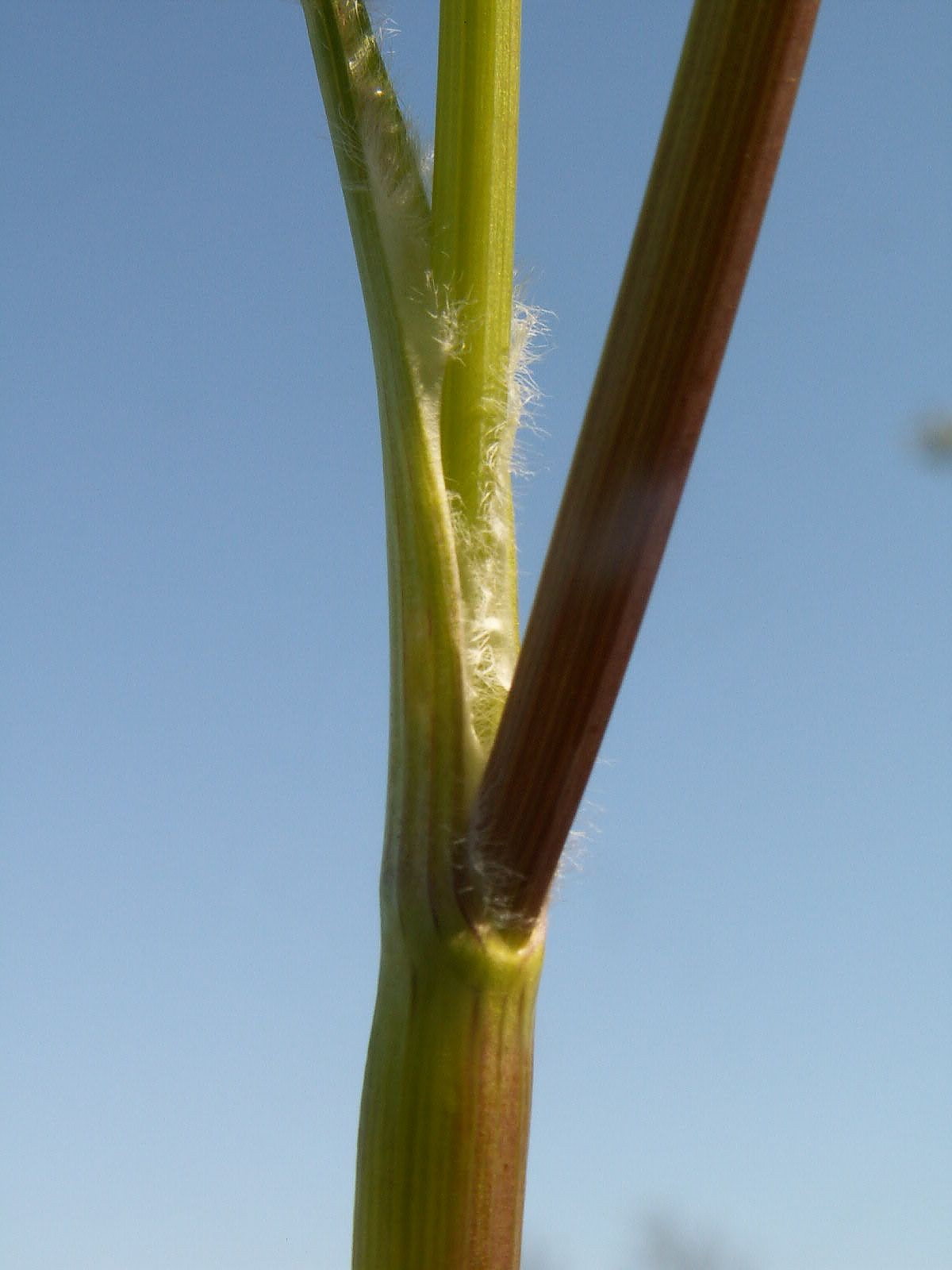